# SB-228,357
SB-228357 je lek koji deluje kao antagonist 5HT2B i 5HT2C receptora. On proizvodi antidepresivne i anksiolitičke efekte u životinjskim modelima, i inhibira 5-HT2B posredovanu proliferaciju srčanih fibroblasta.